# Gyromitra gigas
Gyromitra gigas o Gyromitra montana è un fungo velenoso appartenente alla famiglia delle Gyromitre, simile alla Gyromitra esculenta, anche se più grosso e massiccio (da qui, gigas) e dal colore più chiaro della parte superiore.
Secondo alcuni studi effettuati da ricercatori dell'Università del Michigan, si è riscontrato che nella specie G. gigas e nella G. caroliniana vi è una minore presenza della tossina velenosa che caratterizza il genere Gyromitra. Ne resta sconsigliato il consumo. Le specie del genere hanno provocato avvelenamenti molto gravi ed anche mortali.